# Hallelujah (álbum)
Hallelujah é o quarto álbum de estúdio da cantora Jamily, lançado pela gravadora Line Records em janeiro de 2011.
O álbum possui 5 composições da cantora, em parceria com Jonathan Dee. Também possui músicas escritas por Moacir Franco, Buchecha, Michael Sullivan e Beno César.

## Faixas
1. Redentor
2. Milagre
3. Hallelujah
4. Quando Puderes Crer
5. Castelos
6. Cante Um Louvor
7. Cobre-Me
8. Sem Medo
9. Somente A Tua Presença
10. Incomparável
11. Cristo Invicto
12. Gracias
13. Você E Eu
14. O Nosso Deus

## Vendas e certificações
| País                             | Certificação | Vendas   |
| -------------------------------- | ------------ | -------- |
| Brasil - ABPD[carece de fontes?] |              | 50,000 + |